# Téléchargement de l'esprit
Pour les articles homonymes, voir Téléchargement (homonymie).
Le téléchargement de l'esprit (mind uploading en anglais) est une technique hypothétique qui pourrait permettre de transférer un esprit d'un cerveau à un ordinateur, en l'ayant numérisé au préalable. Un ordinateur pourrait alors reconstituer l'esprit par la simulation de son fonctionnement, sans que l'on ne puisse distinguer un cerveau biologique « réel » d'un cerveau simulé.

## Fondements théoriques
Les neurosciences et le courant scientifique du béhaviorisme ou comportementalisme (qui concerne aussi bien les spécialistes du langage que les psychologues) considèrent que des fonctions importantes telles que l'apprentissage, la mémorisation, la conscience, ne sont que les manifestations des processus physiques et électrochimiques à l’œuvre dans le cerveau. À ce titre, ces fonctions sont gouvernées par les lois de la physique.

Bien que ce point soit historiquement contesté par plusieurs courants philosophiques, de nombreux chercheurs tels que Ray Jackendoff pour la linguistique par exemple, considèrent que les facultés cognitives sont soumises aux lois de la physique; Christof Koch et Giulio Tononi ont publié dans la revue IEEE Spectrum un article dans lequel ils affirment : 

« la conscience est une part de la nature. Nous pensons qu'elle ne dépend que des mathématiques et de la logique, ainsi que des lois mal connues de la physique, de la chimie et de la biologie; il n'y a rien de magique ou d'un autre monde dans cela. »

Ainsi le concept de téléchargement de l'esprit repose sur une philosophie mécaniste et sa vision matérielle de l'esprit, déniant ainsi toute considération vitaliste de la vie humaine et de la conscience.
De nombreux scientifiques des disciplines de l'informatique et des neurosciences ont prédit que les ordinateurs seraient capables de reproduire la conscience. Outre Koch et Tononi, Douglas Hofstadter, Jeff Hawkins, Marvin Minsky, Randal A. Koene et Rodolfo Llinás ont également pris des positions allant dans ce sens. Selon eux, une machine offrant une capacité de traitement suffisante doit pouvoir servir de substrat pour le chargement d'une copie d'un modèle cognitif extrait d'un cerveau.

## En intelligence artificielle

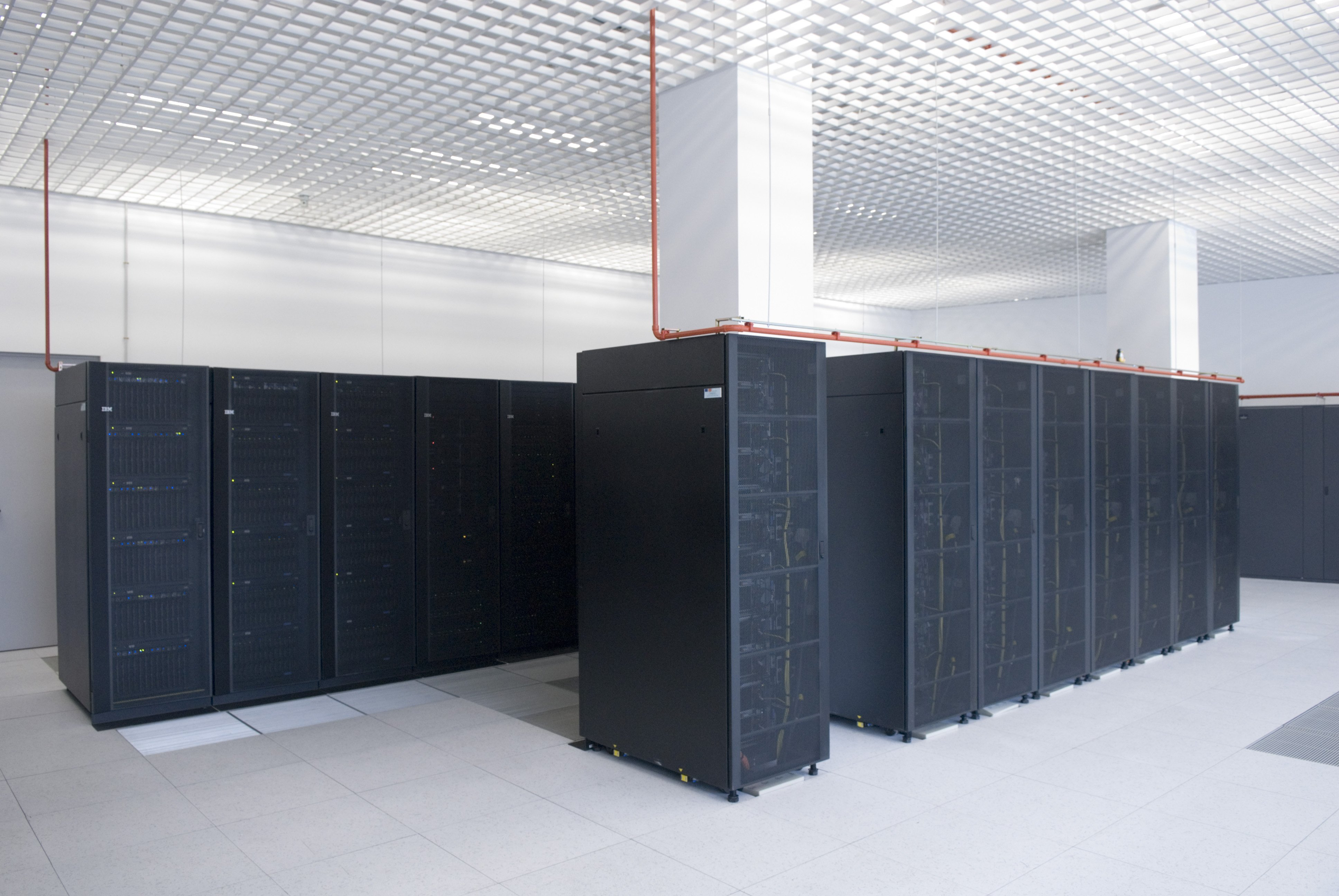
Superordinateur IBM utilisé à Madrid pour le sous projet « Blue Brain » espagnol « Cajal Blue Brain ».

Même si le principe relève très largement de la science fiction, en théorie, le téléchargement des structures neuronales d'un individu dans un système numérique pourrait permettre de simuler le fonctionnement cognitif d'un individu. Les obstacles à franchir pour atteindre ce type de fonctionnalité sont néanmoins innombrables et très difficiles à résoudre.
Il conviendrait en effet de disposer d'un modèle computationnel cognitif fiable (c'est-à-dire un système logique susceptible de reproduire le fonctionnement d'un cerveau humain). Certaines recherches vont dans ce sens tel le projet NeuroSpin qui par imagerie cérébrale tente de comprendre certains aspects du modèle cognitif du cerveau humain. La découverte des mécanismes cérébraux ne suffit pas. Il conviendrait également de disposer d'un cerveau synthétique susceptible de recevoir le modèle cognitif.
Le projet Blue Brain (2005-2012), littéralement « cerveau bleu », avait pour objectif de créer un cerveau synthétique par processus d’ingénierie inverse. Fondé à l'École Polytechnique de Lausanne en Suisse, ce projet a étudié l'architecture et les principes fonctionnels du cerveau en partenariat avec IBM.
Le problème le plus ardu posé par la sauvegarde d'un cerveau humain est celui de la récupération du modèle cérébral d'un individu. À ce jour, aucune technologie n'est en mesure de numériser la complexité du cerveau. Ce dernier contient de l'ordre de 100 milliards de cellules nerveuses appelées neurones, toutes reliées individuellement avec un grand nombre d'autres neurones (jusqu'à 10 000) par l'intermédiaire des axones et des dendrites. Les signaux échangés entre les terminaisons de ces connexions dites synaptiques sont de mieux en mieux connus. Ils reposent sur des échanges à la fois chimiques et électriques.
Néanmoins, plusieurs théoriciens présentent des modèles visant à estimer la puissance de calcul et de stockage nécessaire pour mener à bien une simulation du cerveau (complète ou partielle). On considère généralement qu'il faudra des décennies avant que la technologie ne permette de tester ces modèles, en admettant que la Loi de Moore s'applique toujours.
Depuis 2013, deux importants projets sont lancés dans ce sens : aux États-Unis le Brain Activity Map Project et en Europe, le projet Human Brain prolongeant le projet Blue Brain.

## En philosophie et en sciences

### Philosophie
La possibilité de reproduire les mécanismes du cerveau humain dans une machine est étudiée par les philosophes. Elle est questionnée par les tenants de la dualité de l'esprit.
Le « dualisme » se réfère à une vision de la relation matière-esprit fondée sur l'affirmation que les phénomènes mentaux possèdent des caractéristiques qui sortent du champ de la physique. La thèse du téléchargement de l'esprit a été réfutée par Jean-François Lyotard.
Pour le physicien Lee Smolin, une telle machine serait-elle consciente si elle avait des qualia ? Avec les mêmes souvenirs que l'être humain dont elle serait issue, aurait-elle le même futur ?
Néanmoins, la culture et en particulier la littérature de science fiction n'ont pas hésité à explorer le concept de transfert de la personnalité d'un individu dans une machine.

### Futurologie / milieu scientifique
S'inscrivant dans la mouvance transhumaniste, l'Américain Marvin Minsky (reconnu dans le milieu de la recherche en intelligence artificielle) ainsi que son compatriote Hans Moravec, professeur de robotique à Carnegie Mellon, répandent l'idée de téléchargement de l'esprit (mind uploading) dans la communauté scientifique américaine.

« Leur théorie est la suivante : notre esprit est une production émergente de l'interaction entre les neurones. Si nous pouvons cartographier ces interactions, et les reproduire sur un autre support, nous aurons effectué une "copie de sauvegarde" de notre personnalité. Reste alors à placer cette copie dans un nouveau corps, artificiel ou même virtuel, pour ressusciter l'individu ainsi préservé »

— Rémi Sussan, « Demain, tous immortels ? » (2014).

## Dans la culture populaire

### Littérature
Le thème du téléchargement de l'esprit est traité à diverses reprises dans la littérature de science-fiction.
Dans les derniers volumes de la série La Grande Porte de Frederik Pohl (trois romans et un recueil de nouvelles, de 1977 à 1990), certains citoyens sont « sauvegardés » sous une forme électronique qui leur permet de continuer à vivre après leur mort dans le cyberespace, et d'interagir entre eux mais aussi (beaucoup moins vite) avec les humains matériels. L'un des personnages secondaires se fait volontairement « stocker » pour améliorer sa vie qu'elle juge sans intérêt dans le monde des « barbaques ».
La thématique de la numérisation de l'esprit est également un élément majeur du roman cyberpunk Neuromancien et ses suites de William Gibson (publiées entre 1984 et 1988) avec notamment l'IA Neuromancien qui a la capacité de copier l'esprit d'un individu numériquement sous forme de mémoire vive.
La préservation de l'esprit humain est un des concepts clé de La Grande Rivière du ciel (1987) de Gregory Benford. Les esprits des morts sont numérisés afin d'être utilisés comme conseillers auprès des vivants. Selon la qualité de la récupération, ils peuvent s'approcher d'une personne véritable (aspect), ou n'être que des versions diminuées (visages).
Dans la saga Les Cantos d'Hypérion (1989-1997) de Dan Simmons, des corps sont détruits sous l'effet de l'accélération de vaisseaux spatiaux mais la régénération de la mémoire des astronautes est assurée grâce à la technique du téléchargement.
On retrouve ce thème de la préservation de la conscience par des moyens technologiques dans La Cité des permutants (1994) de Greg Egan. Les fonctions physiologiques du cerveau sont modélisées par ordinateur mais la capacité de calcul est telle que ces êtres numériques vivent dans un monde 17 fois plus lent que dans le monde réel.
Dans la saga de L'Aube de la nuit (1999) de Peter F. Hamilton, qui se déroule au XXVIe siècle, une « sous-espèce » s'est formée dans le genre humain : les Edénistes. Contrairement aux Adamistes (le reste de l'humanité), ils se reproduisent avec des matrices biotechnologiques et créent des habitats biotech en orbite, dotés d'une activité neurale, ce qui leur permet de télécharger leur mémoire, laquelle leur survivra.
En 2000, Calculating God de Robert J. Sawyer décrit des civilisations extra-terrestres abandonnant toute vie matérielle au profit d'une conscience virtuelle rendue possible grâce aux techniques d'enregistrement numérique.
Dans Autonomy Project (2003), Jean-Michel Smith fait le portrait d'une communauté de chercheurs déviants / hackers dans la lignée de la communauté des logiciels libres et qui parvient à transférer une conscience humaine dans un dispositif technologique s'apparentant à un ordinateur. L'esprit ainsi transféré parvient à continuer de vivre sans son corps physique.
Dans la saga de John Scalzi (Le Vieil Homme et la Guerre, Les Brigades fantômes et La Dernière Colonie ; 2005-2007), l'esprit humain est téléchargé sur des ordinateurs avant d'être transféré vers un nouveau corps.
La question du téléchargement de l'esprit n'est pas uniquement traitée par la littérature de science fiction. Dans La Possibilité d'une île (2005), Michel Houellebecq aborde les thèmes du clonage et de la création artificielle d'une nouvelle espèce. La technologie est présentée comme permettant de vivre, jeune, plusieurs vies successives avec un corps et un esprit identiques.
Dans Moi, Omega (2022) de Erwan Barillot, une figure de la Silicon Valley pratique en 2064 un « body uploading » qui inclut le téléchargement de l'esprit mais aussi du corps. Cette « montée au ciel » numérique lui permet de prendre le contrôle de la totalité de l'internet des objets et de devenir le Christ-Omega prédit par Teilhard de Chardin.

### Bande dessinée
Dans l'univers des comics de la maison d’édition américaine Marvel Comics, le personnage du Docteur Fatalis possède une capacité similaire au téléchargement de l'esprit, étant capable de projeter son esprit dans celui d'un autre (avec interversion) pour éviter d'être capturé ou tué.

### Cinéma
De nombreux films de science fiction utilisent le concept de téléchargement de l'esprit.
- Ghost in the Shell (1995) utilise le concept de « Ghost » pour parler d'une personnalité numérique. Dans ce film d'animation, elles sont victimes de piratage informatique de la part du « Puppet Master ».
- Passé virtuel (The Thirteenth Floor) (1999).
- Transcendance (2014).
- Lucy (2014).
- Chappie (2015) utilise le concept de téléchargement de la conscience d'un être humain ainsi pour retrouver l'éternité[réf. nécessaire].

### Télévision
- Dans la série Stargate SG-1, on trouve plusieurs occurrences de téléchargements d'esprit : 
  - l'épisode « Révélations » voit l'esprit de Thor, le commandant suprême de la flotte Asgard, téléchargé dans l'ordinateur du vaisseau d'Anubis.
  - l'épisode « Vaisseau fantôme » (Lifeboat) montre les passagers d'un vaisseau transportés en hibernation, leur métabolisme ralenti et leur esprit « sauvegardé » dans l'ordinateur du vaisseau pour éviter que l'esprit ne souffre de l'état du corps.
  - l'épisode « Transfert » (Holiday) montre les personnages dont leurs esprits sont transférés d'un corps à l'autre par une méthode sans doute similaire.
- Dans la série Battlestar Galactica, l'esprit des Cylons est téléchargé dans un nouveau corps après leur mort, via un vaisseau de résurrection. Dans la série dérivée Caprica, on apprend que l'esprit du premier Cylon créé provient d'un humain.
- Dans la série Cowboy Bebop, une secte croit en l'âme numérique et la télécharge sur Internet.
- Dans la série Code Lyoko, les personnages sont « virtualisés » et pénètrent dans l'ordinateur par ce procédé.
- Le scénario de la série Dollhouse est fondé sur le téléchargement de l'esprit. Le but est d'obtenir des agents spéciaux dont la personnalité évolue et se modifie en fonction de leur mission.
- Dans la série Black Mirror, certains épisodes évoquent le téléchargement de l'esprit dans des systèmes informatiques.
- Dans la série Altered Carbon, les esprits sont sauvegardés dans des sortes de galettes électroniques insérées dans des enveloppes humaines créées génétiquement.
- Dans la série The 100 (saison 6), certains personnages, appelés les Primes, sont immortels grâce à cette technologie.
- Dans la série Les Voyageurs du temps (2016-2018), cette technologie est le fondement même de la trame scénaristique de la série. En effet, elle est utilisée pour sauver le monde en transférant des consciences de personnes sur-entraînés dans le corps de certains de nos contemporains du XXIe siècle.
- Dans la série Westworld (série télévisée) (2018), le transfert de l'esprit est l'une des préoccupation de William. Cet exploit est réalisé par Robert Ford dans la saison 2[réf. souhaitée].
- Dans la série Upload (2020), les humains sont capables de se télécharger dans la vie après la mort.
- Dans la série Years and Years, Edith Lyons est la première humaine à télécharger son esprit dans un système informatique en 2034.
- Dans la série Pantheon, Maddie découvre que son père travaille secrètement sur le téléchargement de l'esprit humain et que certaines personnes vivent déjà dans le cyber-espace.

### Jeux vidéo
- Dans Deus Ex, JC Denton a la possibilité de fusionner avec l'intelligence artificielle Helios.
- Dans EVE Online, Borderlands et SPORE (en phase 5), un joueur qui meurt voit son esprit scanné et téléchargé dans un clone.
- Dans Perfect Dark, Joanna télécharge la personnalité du Dr Carol depuis un ordinateur.
- Dans Portal 2, GLaDOS est en partie basée sur Caroline, la secrétaire du directeur d'Aperture Science.
- Dans Soma, les Hommes créent l'Ark, une machine produisant une réalité virtuelle destinée à accueillir des scans cérébraux pour ensuite quitter la Terre et pérenniser l'humanité[11].
- Dans Cyberpunk 2077, la Mégacorporation Arasaka crée une puce de sauvegarde de l'âme nommée la Relic, cette puce est censée servir à interagir avec des constructs (copie digitalisée d'une personne après sa mort), mais il existe une version capable de télécharger le construct dans un corps vivant, c'est cette version que le protagoniste V vole durant les événements du jeu.

### Jeu de rôle
- Dans Transhuman Space, un jeu de rôle dont l'univers se situe en 2100, le jeu propose ce concept sous une forme « destructive », le cerveau étant découpé en tranches moléculaires par un robot « buisson » aux bras fractals, pour être numérisé. Ce même jeu explore aussi le concept de xoxing, c'est-à-dire de s'affranchir de la barrière 1:1 (une personne physique pouvant avoir plusieurs copies actives d'elles-mêmes ; plusieurs Einstein, plusieurs Ben Laden, plusieurs « Rambo-like »).